# Tomàs Ascheri Fossatti
Tomàs Ascheri Fossatti (Marsella, França, 1869 - Barcelona, 4 de maig de 1897) fou un obrer d'origen italià resident a Barcelona.
Militava en l'anarquisme, bé que fou acusat d'haver estat confident del governador civil, i fou detingut després d'ésser llançada una bomba contra una processó al carrer de Canvis Nous de Barcelona el juny 1896. Empresonat al castell de Montjuïc, fou un dels qui sofriren més maltractaments per part de la guàrdia civil i, tot i no ésser veritat, reconegué la seva culpabilitat i la d'altres anarquistes, fet que fou la base legal per a iniciar el procés de Montjuïc amb més de 87 encausats. El dia abans de ser afusellat, es va casar al Castell de Montjuïc amb la també anarquista Francesca Saperas i Miró. Fou afusellat amb Lluís Mas i Gasió, Josep Molas i Duran, Antoni Nogués i Figueras i Joan Alsina i Vicente el 4 de maig de 1897 a les 5 de la matinada. Una filla de Francesca Saperas, Salut Borràs i Saperas, s'havia casat, també la tarda del dia 3, amb un dels afusellats, Lluís Mas.